# NGC 5151
NGC 5151 est une galaxie lenticulaire située dans la constellation de la Chevelure de Bérénice. Sa vitesse par rapport au fond diffus cosmologique est de 8 519 ± 20 km/s, ce qui correspond à une distance de Hubble de 125,7 ± 8,8 Mpc (∼410 millions d'al). NGC 5151 a été découverte par l'astronome britannique John Herschel en 1826.
À ce jour, une mesure non basée sur le décalage vers le rouge (redshift) donne une distance d'environ 103,000 Mpc (∼336 millions d'al). Cette valeur est à l'extérieur des valeurs de la distance de Hubble. Notons que c'est avec la valeur moyenne des mesures indépendantes, lorsqu'elles existent, que la base de données NASA/IPAC calcule le diamètre d'une galaxie et qu'en conséquence le diamètre de NGC 5151 pourrait être d'environ 35,0 kpc (∼114 000 al) si on utilisait la distance de Hubble pour le calculer.